# ديبورا وونغ
ديبورا وونغ (بالإنجليزية: Deborah Wong) هي مختصة في الموسيقى العرقية ‏ أمريكية، ولدت في 1959.